# 브라이언 포센
브라이언 포센(Brian Posehn, 1966년 7월 6일 ~ )은 미국의 배우이다.

## 출연 작품
- 뉴걸
- 엉클 닉 (2015)
- 헬 앤 백 (2015)
- 5년째 약혼중 (2012)
- 릴로이드 더 컨쿼러 (2011)
- 더 혼티드 월드 오브 엘 슈퍼비스토 (2009)
- 스파이 스쿨 (2008)
- 섹스 드라이브 (2008)
- 팀 앤 에릭 오섬 쇼, 그레이트 잡! (2007)
- 사라 실버맨 프로그램 (2007)
- 언데드 오어 얼라이브 (2007)
- 서핑 업 (2007)
- 판타스틱 4 - 실버 서퍼의 위협 (2007)
- 스테이 (2006)
- 코미디언스 오브 코미디 (2005)
- 사라 실버맨 - 지저스 이즈 매직 (2005)
- 살인마 가족 2 (2005)
- 르노 911! (2003)
- 덤 앤 더머 - 해리가 로이드를 만났을 때 (2003)
- 그라인드 (2003)
- 런 로니 런 (2002)
- 소로리티 보이즈 (2002)
- 코미디 센트럴 프리젠트 (1998)
- 저스트 슛 미 (1997)
- 내 사랑 레이몬드 (1996)